# Айн-Темушент (вілаєт)
Айн-Темушент (араб. ولاية عين تموشنت) — вілаєт Алжиру. Адміністративний центр — м. Айн-Темушент. Площа — 2 379 км². Населення — 368 713 осіб (2008).

## Географічне положення
Вілаєт розташований на узбережжі Середземного моря. На північному сході межує з вілаєтом Оран, на південному сході — з вілаєтом Сіді-Бель-Аббес, на південному заході — з вілаєтом Тлемсен.

## Адміністративний поділ
Поділяється на 8 округів та 28 муніципалітетів.
| Алжир | Це незавершена стаття з географії Алжиру. Ви можете допомогти проєкту, виправивши або дописавши її. |